# 6 World Trade Center

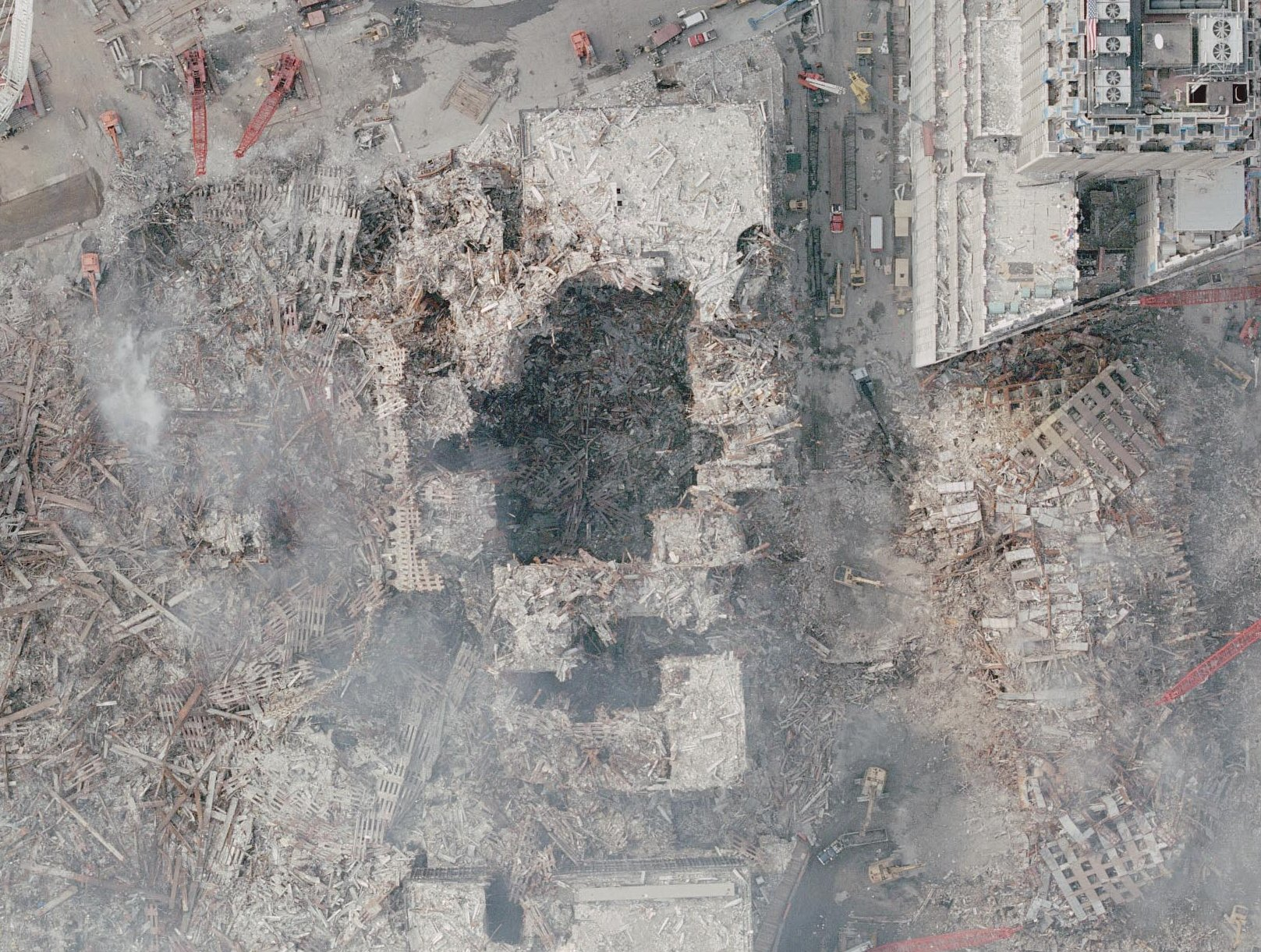
Imagen aérea de NOAA después del 11 de septiembre de 2001. El norte está aproximadamente en la parte superior derecha de la imagen.

WTC 6, en la esquina superior izquierda.

El World Trade Center Seis (WTC 6) fue la Casa de Aduanas de los Estados Unidos de América, un edificio con 49,053 m² (537,693 ft2), 36 mt de altura y 8 pisos, que formó parte del World Trade Center, localizado en el Bajo Manhattan en Nueva York. La construcción concluyó en el año 1975 y fue destruido en los Atentados del 11 de septiembre de 2001 con el colapso de las torres gemelas del World Trade Center.
Los restos de la torre Norte cayeron sobre el WTC 6 y sus alrededores, creando un profundo cráter en el sótano del edificio, haciéndolo colapsar. Las ruinas de la edificación fueron demolidas para reconstruirlo. La constructora AMEC estuvo a cargo de la demolición en la que se debilitó la estructura y posteriormente fue derribada con cables.
En el plan de proyecto del nuevo World Trade Center no hay ninguna definición clara sobre el WTC 6; no obstante, se presume que sea incluido y construido paralelo a los otros en la plaza.
El World Trade Center Uno del nuevo complejo está construido en el lugar exacto donde quedaba el WTC 6 del complejo original.

## Inquilinos
- Servicio de Aduanas de los Estados Unidos
- Departamento de Comercio de los Estados Unidos
- Agencia de Alcohol, Tabaco, Armas de Fuego y Explosivos
- Departamento de Agricultura de los Estados Unidos - Servicio de Administración de Inspección de Salud de Plantas y Animales (AAPHIS)
- Departamento de Trabajo de los Estados Unidos
- El Cuerpo de Paz (Oficina Regional de Nueva York)
- Banco de Exportación-Importación de los EE. UU.
- Servicios de Construcción Eastco (Administración de construcciones)